# Городской университет Манчестера
Городской университет Манчестера (англ. Manchester Metropolitan University, часто сокращённо MMU) — государственный исследовательский университет, расположенный в Манчестере, Англия. История университета восходит к Манчестерскому институту механики и Манчестерской школе дизайна, которые сформировали Манчестерский политехнический институт в 1970 году. Затем Манчестерский политехнический институт получил статус университета в соответствии с правительственным Законом о дополнительном и высшем образовании, став в 1992 году Городским университетом Манчестера.
Манчестерский столичный университет является аккредитованным членом Ассоциации MBA и членом Альянса университетов, Ассоциации университетов Содружества, Ассоциации университетов Северо-Запада, Ассоциации развития университетских школ бизнеса и Европейской ассоциации университетов.
Сегодня к Университету также относятся Манчестерская школа искусств, Манчестерская школа театра, а также Манчестерская школа архитектуры (MSA), управляемая в сотрудничестве с Манчестерским университетом.
Логотип университета происходит от верхней части щита герба университета с шестью лопатками, расположенными вместе, что указывает на тяжёлый труд.

## История
Городской университет Манчестера был создан в результате слияния различных колледжей с различными специальностями, включая технологии, искусство и дизайн. Его основание восходит к Манчестерскому институту механики и Манчестерской школе дизайна, позднее известной как Манчестерская школа искусств. Здесь художник Л. С. Лоури учился в годы после Первой мировой войны, где его обучал известный импрессионист Адольф Валетт. Школы коммерции (основана в 1889 году), педагогики (1878) и домоводства (1880) были добавлены вместе с колледжами в Дидсбери, Кру, Альзагере и бывшим Колледжем домашнего хозяйства и торговли (1911).

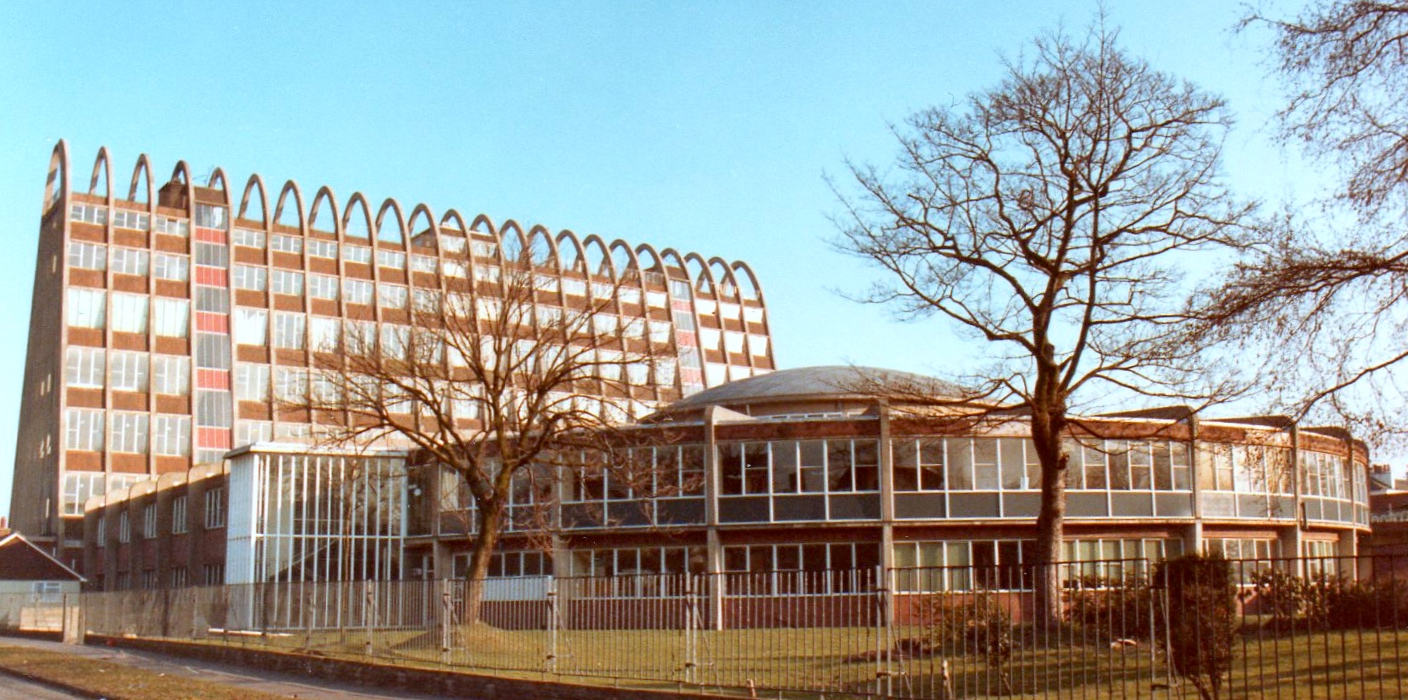
Колледж Холлингс

Манчестерский колледж науки и технологий, который первоначально был Институтом механики, а затем стал UMIST, к 1966 году перевёл свои курсы без получения степени в Школу искусств. Школа переименовала себя в Манчестерский политехнический институт в 1970 году, после чего последовала серия слияний с Педагогическим колледжем Дидсбери и Колледжем Холлингса в 1977 году, а также с Городским колледжем высшего образования Манчестера в 1983 году. В 1987 году учреждение стало одним из основателей Северного консорциума и 1 апреля 1989 года стало юридическим лицом, как это разрешено положениями Закона о реформе образования.
15 сентября 1992 года Манчестерский политехнический институт получил статус университета в соответствии с широкомасштабным Законом о дополнительном и высшем образовании 1992 года и с тех пор был переименован в Городской университет Манчестера.
После получения статуса университета MMU поглотил Колледж высшего образования Кру и Альзагера, а в 2004 году Манчестерскую школу физиотерапии (MSOP), учреждение, официально образованное в 1991 году путём слияния школ физиотерапии Манчестерской королевской лечебницы (MRI) и больницы Витингтон. MSOP ранее был связан с Манчестерским университетом Виктории, который предоставлял курсы на получение степени до последнего класса в 2005 году. MSOP присоединился к Городскому университету Манчестера как кафедра физиотерапии в 2004 году, а позже был переименован в кафедру медицинских профессий. Сегодня он предлагает обучение в бакалавриате и аспирантуре, трёхлетнюю программу бакалавриата с отличием и программы национальной профессиональной квалификации (NVQ) для неквалифицированных вспомогательных работников в области физиотерапии.

## Кампусы

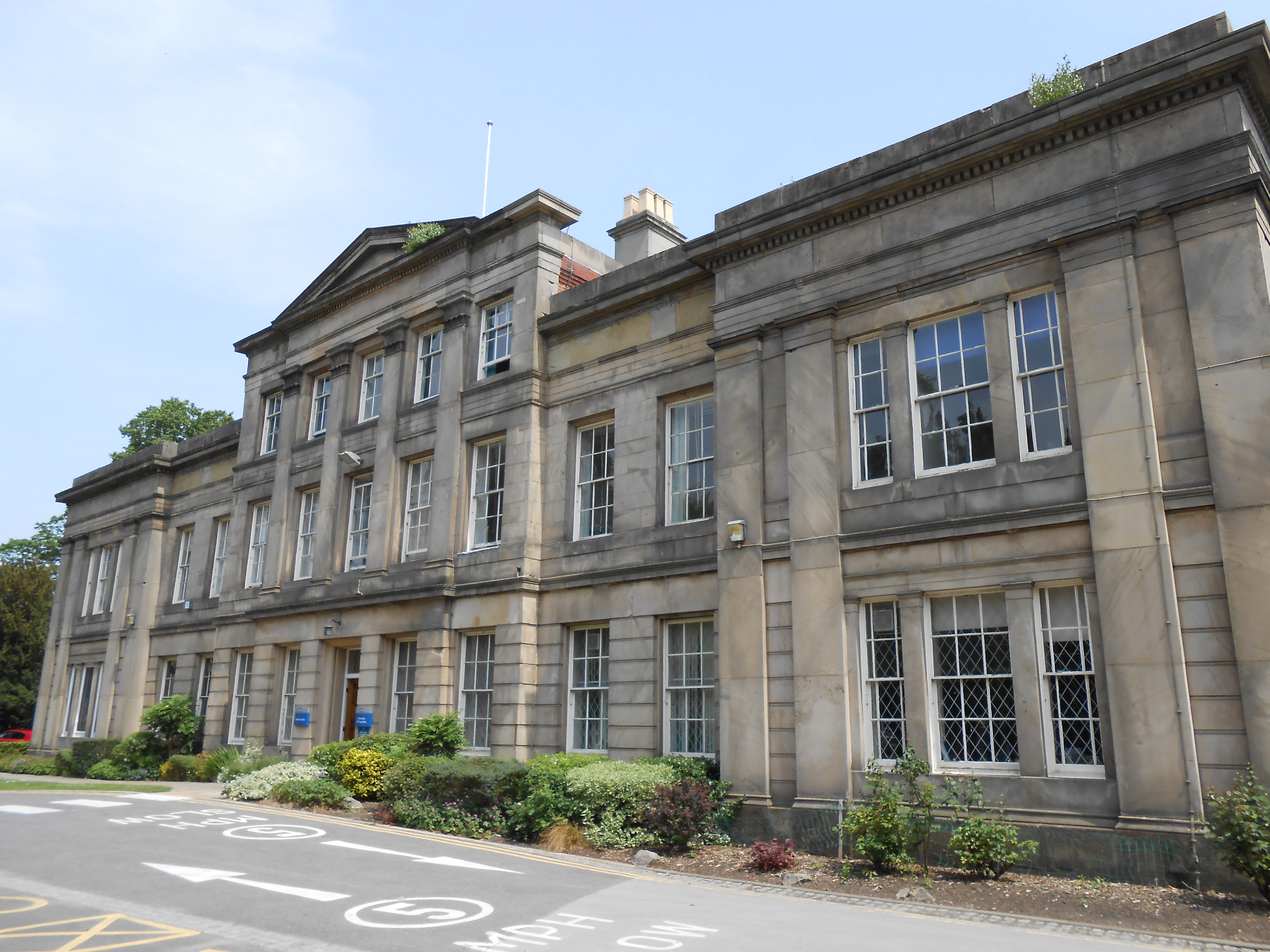
Кампус Дидсбери

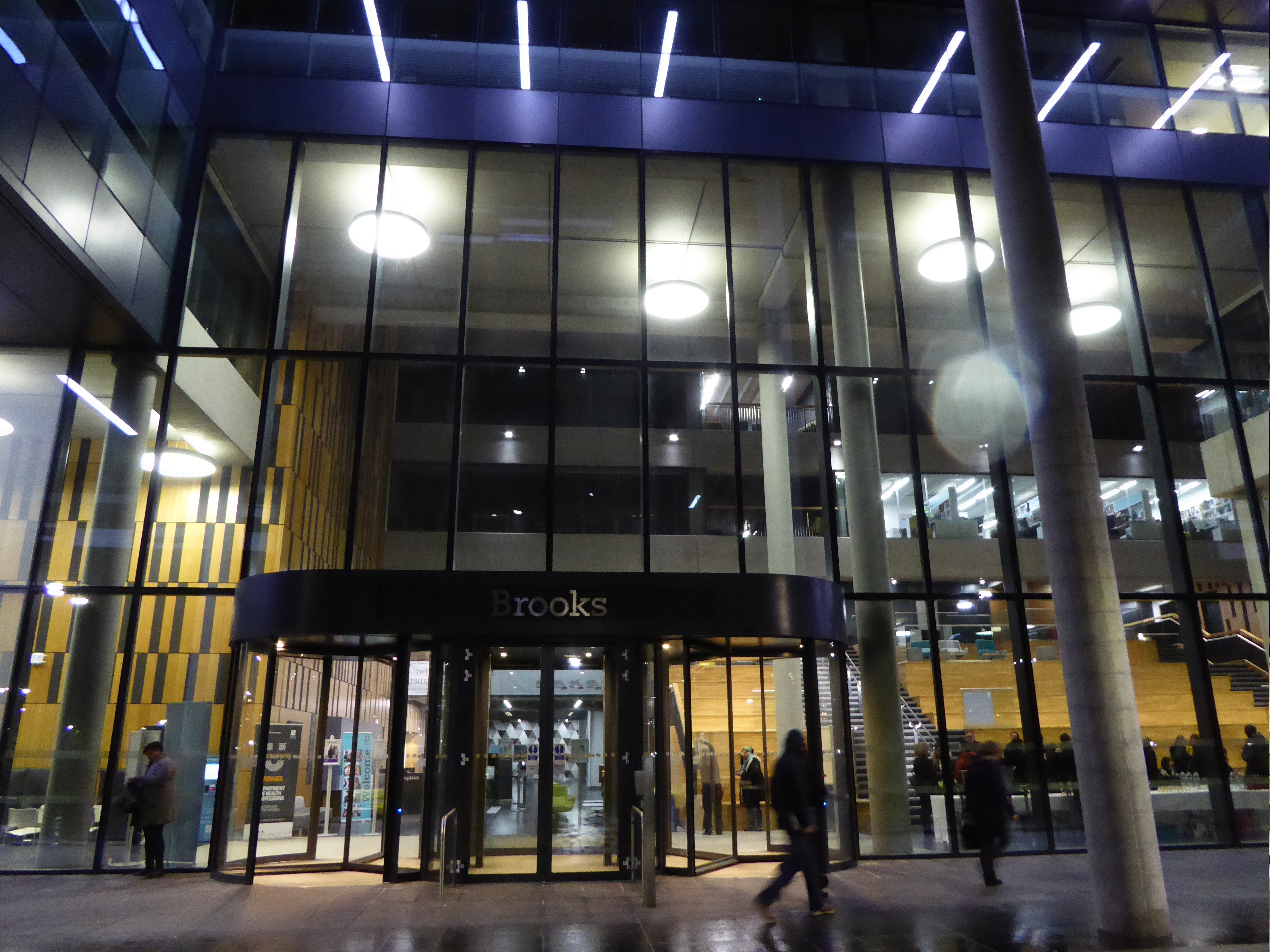
Здание Брукс

Ранее университет располагался на семи участках: пять в Манчестере (Олл-Сэйнтс, Эйтун, Дидсбери, Элизабет Гаскелл и Холлингс) и два в Чешире (Альзагер и Кру). Однако позже университет закрыл два из семи участков, чтобы рационализировать своё имущество. Университет перенёс работу кампуса Альзагера в Кру, а кампус Эйтун был закрыт в 2012 году после открытия бизнес-школы в All Saints Campus. В 2011 году университет объявил об инвестиционной программе на сумму 350 миллионов фунтов стерлингов для крупнейшего физического изменения своего имущества с момента его основания. Кампусы Элизабет Гаскелл, Холлингс и Дидсбери были закрыты в 2014 году, а факультеты были переведены в кампусы All Saints и Birley. Кампус Кру закрылся летом 2019 года. Это решение было принято после проверки, проведённой финансовой консультационной фирмой Deloitte. В качестве основных причин закрытия университет назвал плохой набор студентов.

### Кампус All Saints
Кампус All Saints — один из двух кампусов университета.
Факультет гуманитарных, языковых и социальных наук был разделён между зданиями Джеффри Мэнтона и Мейбл Тайлекот. В здании Джеффри Мэнтона расположены факультеты английского языка, истории и экономической истории, информации и коммуникаций, политики, философии и социологии. Отдел языков размещался в здании Мейбл Тайлекот, пока оно не было снесено в 2017 году, чтобы освободить место для нового здания искусств и гуманитарных наук на этом месте.
Здание Джона Дальтона на Честер-стрит является домом для факультета естественных наук и инженерии. В его состав входят четыре школы: Школа медицинских наук, Школа вычислительной техники, математики и цифровых технологий, Школа инженерии и Школа естественных наук и окружающей среды. В задней части здания Джона Дальтона находится башня JD, в которой расположены основные научные лаборатории университета, включая IRM, Институт биомедицинских исследований человеческого движения и здоровья.
Манчестерская школа искусств в кампусе Всех Святых состоит из четырёх отделений: Манчестерской школы архитектуры (работает совместно с факультетом гуманитарных наук Манчестерского университета); Департамент искусства и производительности; Департамент дизайна; Департамент СМИ. В Школе искусств находится Галерея Холдена с непрерывной программой выставок, открытая для публики бесплатно. Университет инвестировал в улучшение здания Манчестерской школы искусств, предоставив 35 миллионов фунтов стерлингов для проведения трёх изменений, включая: новое здание школы, ремонт мастерских и ремонт студий. В 2014 году здание Бензи было номинировано на премию Стирлинга.
Новые помещения для факультета бизнеса и права стоимостью 75 миллионов фунтов стерлингов были построены в кампусе Всех Святых, а бизнес-школа переехала в это здание из кампуса Эйтун в 2012 году. В нём будут обучаться более 5000 студентов и работать 250 сотрудников. Новостройка представляет собой оригинальную архитектурную концепцию с тремя башнями под единой стеклянной крышей. Зелёные технологии являются неотъемлемой частью конструкции здания, которая включает в себя солнечные батареи и тепловые насосы для питания здания, а также схему рециркуляции дождевой воды. Юридическая школа Манчестера находится в здании Сандры Бурслем, открытом в 2003 году.
Университетская библиотека была переименована в Библиотеку сэра Кеннета Грина, но затем снова переименована в Библиотеку Всех Святых и находится в кампусе Всех Святых. В ней находится ряд специальных коллекций, в основном относящихся к изобразительному и прикладному искусству, например, коллекция поздравительных открыток Лауры Седдон, коллекция из 32 000 поздравительных открыток викторианской и эдвардианской эпохи. Библиотека находится в здании Всех Святых, занимает три этажа. В 1972 году она планировалась как единая центральная библиотека, но после слияния с Педагогическим колледжем Дидсбери и Колледжем Холлингса она стала центральной библиотекой и административным центром для семи библиотечных участков. С 1975 года каталог выпускался с помощью Проекта совместной механизации Бирмингемских библиотек. С 1992 года библиотека была частью Консорциума академических библиотек Манчестера (CALIM), который в 2002 году был расширен и стал NoWAL, Северо-западными академическими библиотеками. Библиотека была перепланирована, чтобы задействовать второй вход в рамках реорганизации всех библиотек Университета.

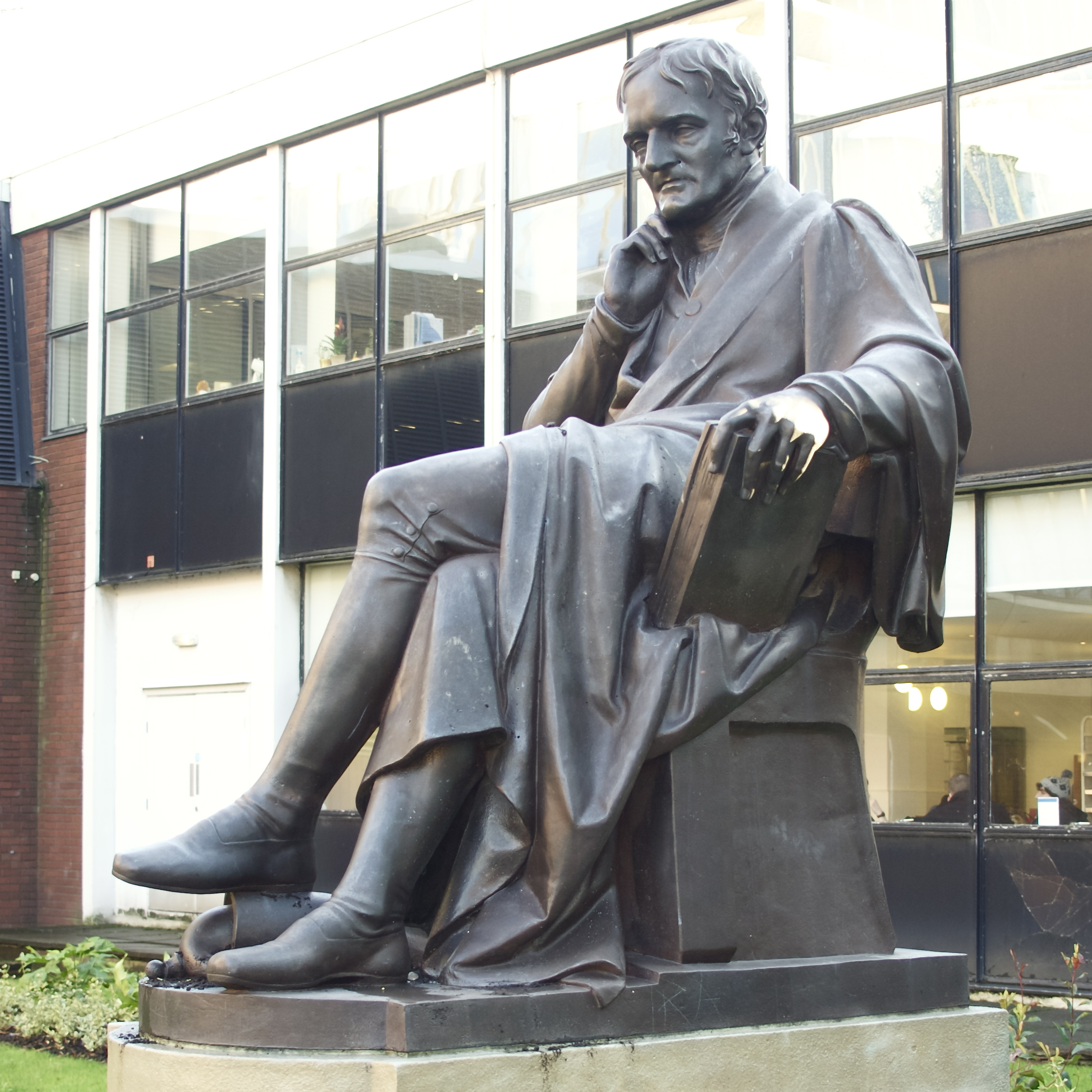
Статуя Джона Дальтона работы Уильяма Тида[англ.] возле здания университета на Честер-стрит
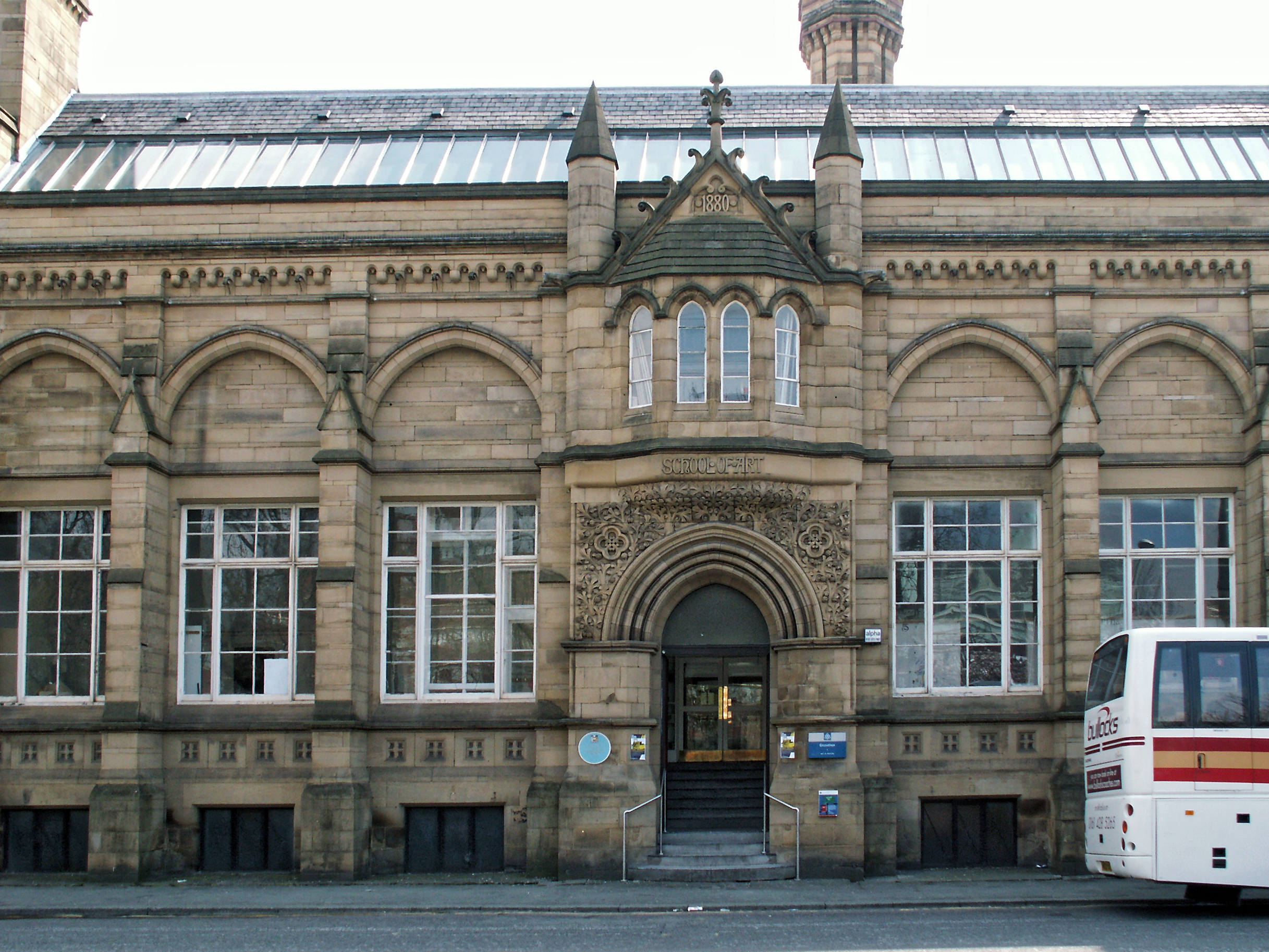
Манчестерская школа искусств
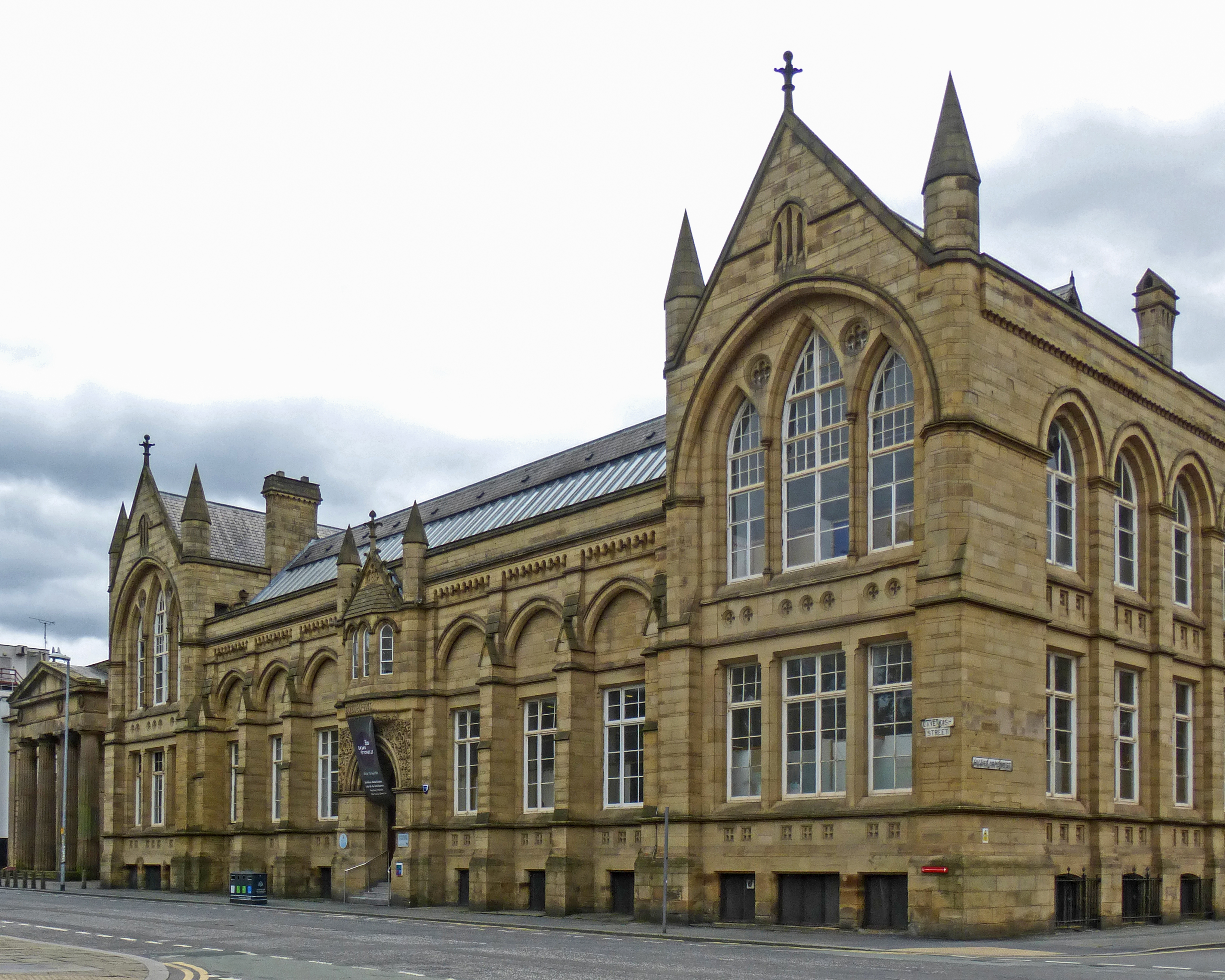
Здание Гросвенор, Художественная школа университета
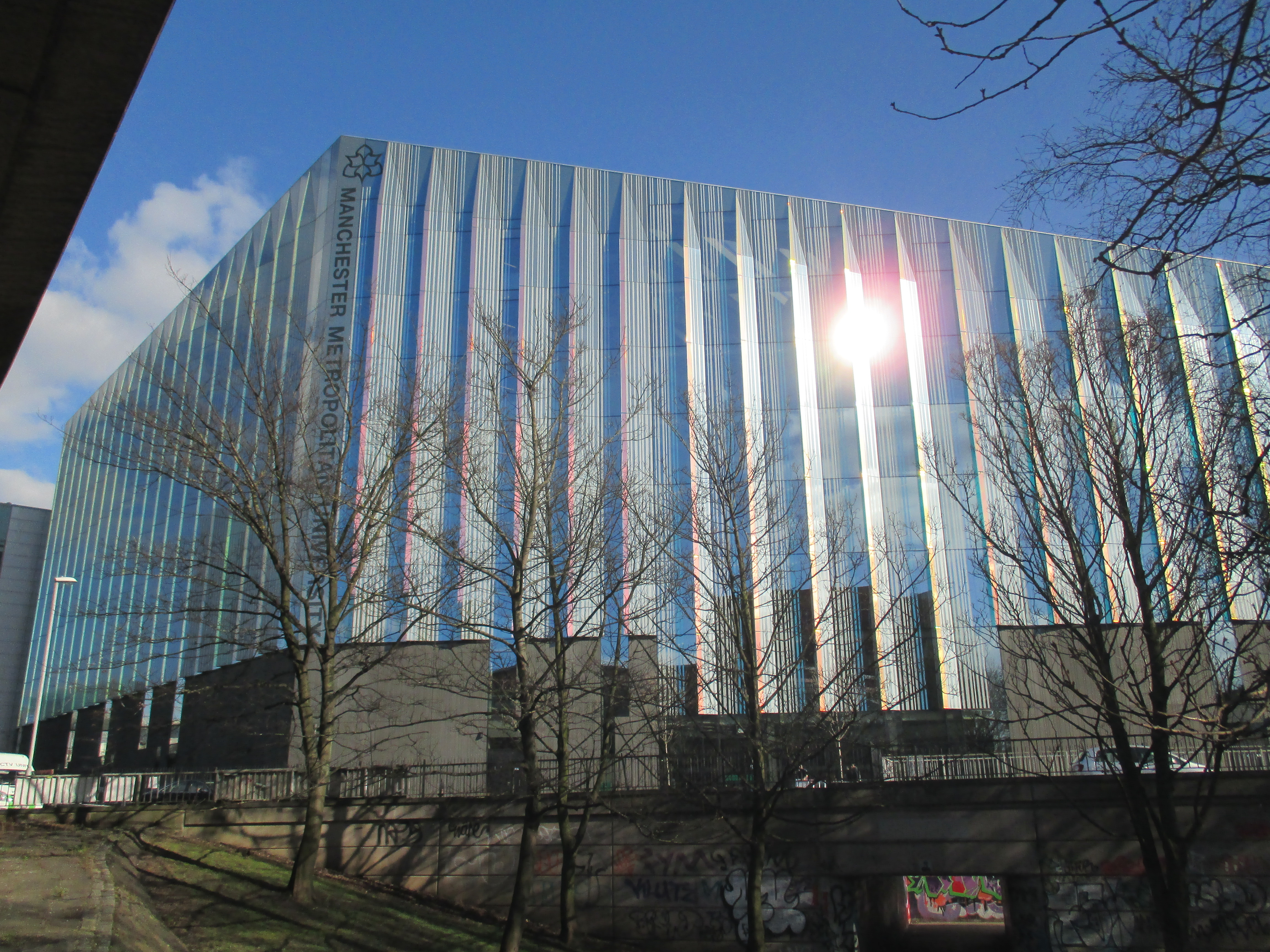
Бизнес-школа Городского университета Манчестера
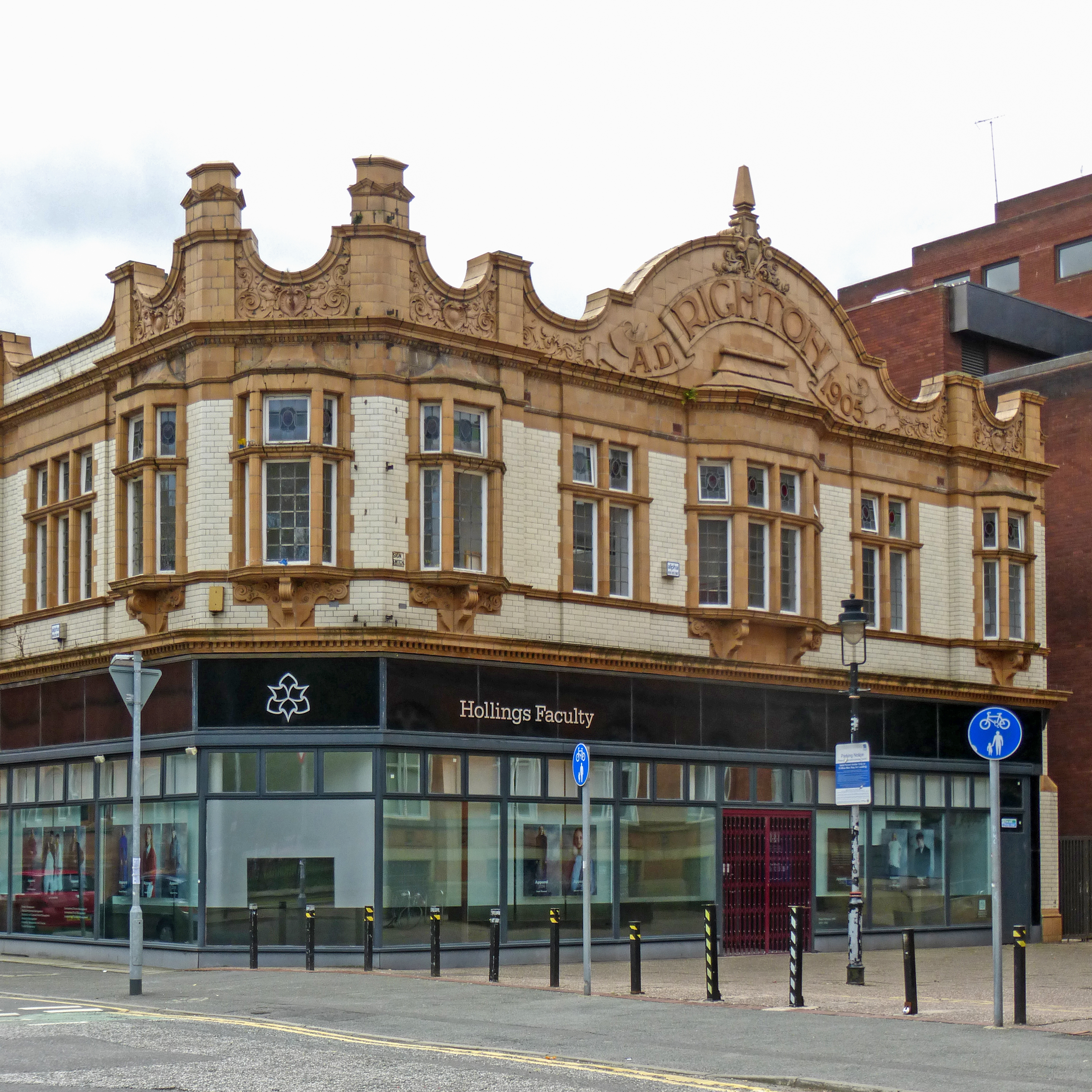
Райтон Билдинг

### Кампус Берли
В 2014 году был открыт экологически устойчивый комплекс стоимостью 140 миллионов фунтов стерлингов, расположенный на территории Birley Fields в Халме, Манчестер, который стал центральным местом для факультетов образования и здравоохранения после закрытия кампусов Дидсбери и Элизабет Гаскелл. Рядом с учебным корпусом расположены студенческие общежития, вмещающие до 1200 студентов, в ультрасовременных экологически чистых таунхаусах и традиционных студенческих квартирах.

## Организация

### Управление
Как и большинство университетов Соединённого Королевства, Манчестерский столичный университет формально возглавляет ректор, в настоящее время лорд Мандельсон, но возглавляет вице-канцлер, в настоящее время профессор Малкольм Пресс.
Совет управляющих университета отвечает за определение образовательного характера и миссии университета. На Совет управляющих также возлагается ответственность за использование ресурсов Университета в соответствии со Статьёй правительства Университета. Он также охраняет активы Университета и утверждает годовые сметы доходов и расходов.
Совет управляющих отвечает за широкую политику, но вице-канцлер вместе с исполнительной властью и дирекцией отвечает за общее управление, реализацию политики, организацию, деятельность и руководство университетом.
В декабре 2014 года было объявлено, что Малкольм Пресс назначается вместо Джона Брукса на пост вице-канцлера с 1 июня 2015 года.

### Структура университета
Университет состоит из четырёх факультетов:
- Искусство и гуманитарные науки
- Бизнес и право
- Здоровье и образование
- Наука и техника

На сессии 2019/20 в университете обучалось 33 420 студентов, что делает его 10-м по величине университетом в Великобритании (из 169). В университете работает 4810 сотрудников, в том числе 1610 штатных и 1115 преподавателей, работающих неполный рабочий день, и 2090 вспомогательных сотрудников.

### Финансирование
В финансовом году, закончившемся 31 июля 2011 года, Городской университет Манчестера имел общий доход в размере 248 028 000 фунтов стерлингов (2009/10 г. — 243 606 000 фунтов стерлингов) и общие расходы в размере 213 103 000 фунтов стерлингов (2009/10 г. — 220 221 000 фунтов стерлингов). Университет получает 106 857 000 фунтов стерлингов от платы за обучение и образовательных контрактов (2009/10 г. — 101 640 000 фунтов стерлингов) и привлекает 4 992 000 фунтов стерлингов в виде исследовательских грантов и контрактов (2009/10 г. — 4 414 000 фунтов стерлингов). Доход из других источников составил 31 371 000 фунтов стерлингов (2009/10 г. — 30 524 000 фунтов стерлингов).

## Академическая деятельность и рейтинги

### Академическая деятельность
Ежегодно университет получает около 52 000 заявлений на поступление. Это второй по количеству обращений университет в Великобритании после Манчестерского университета и может похвастаться пятым по величине контингентом студентов высших учебных заведений в Великобритании по количеству принятых и зачисленных студентов. Приблизительно 94% студентов дневного отделения бакалавриата Manchester Met приезжают из Великобритании, в то время как общий студенческий состав выпускников и аспирантов составляет примерно 85% местных и 15% иностранных. Состав профессорско-преподавательского состава практически такой же: 85% местных и 15% иностранных.

### Рейтинги и исследования
Согласно The Complete University Guide, MMU занимает 54-е место из 130 в Великобритании на основе общего рейтинга, стандартов поступления, качества исследований и перспектив выпускников. Мировой рейтинг университетов Times Higher Education понизил национальный рейтинг Manchester Met с 64 до 82 в 2018 году, однако университет продолжал занимать 601–800 место на международном уровне. В 2019 году он занял 492-е место среди университетов мира по рейтингу SCImago Institutions Rankings.
В августе 2017 года The Economist поставил MMU на 92-е место из 124 в Великобритании по значению учёной степени на основе статистики Министерства образования.
С точки зрения исследований MMU занимает четвёртое место среди новых университетов, привлекающих средства на исследования от Совета по финансированию высшего образования Англии, одного из нескольких учреждений, финансирующих исследовательские программы высшего образования. В университете тринадцать исследовательских центров:
- Передовых материалов и проектирования поверхностей
- Центр биологических исследований
- Центр прикладных вычислительных наук
- Центр творческого письма, английской литературы и лингвистики
- Центр достойного труда и производительности
- Экология и окружающая среда
- Институт образования и социальных исследований
- Экономика будущего
- Здоровье, психология и сообщества
- Центр исторических исследований
- Исследовательский центр Манчестерской школы искусств
- Скелетно-мышечная наука и спортивная медицина
- Исследовательский центр прикладных социальных наук

По данным Службы приёма в университеты и колледжи (UCAS), Городской университет Манчестера был университетом с самым высоким набором ЛГБТ+ по количеству принятых абитуриентов в 2020 году — 720 человек.

## Студенческий союз

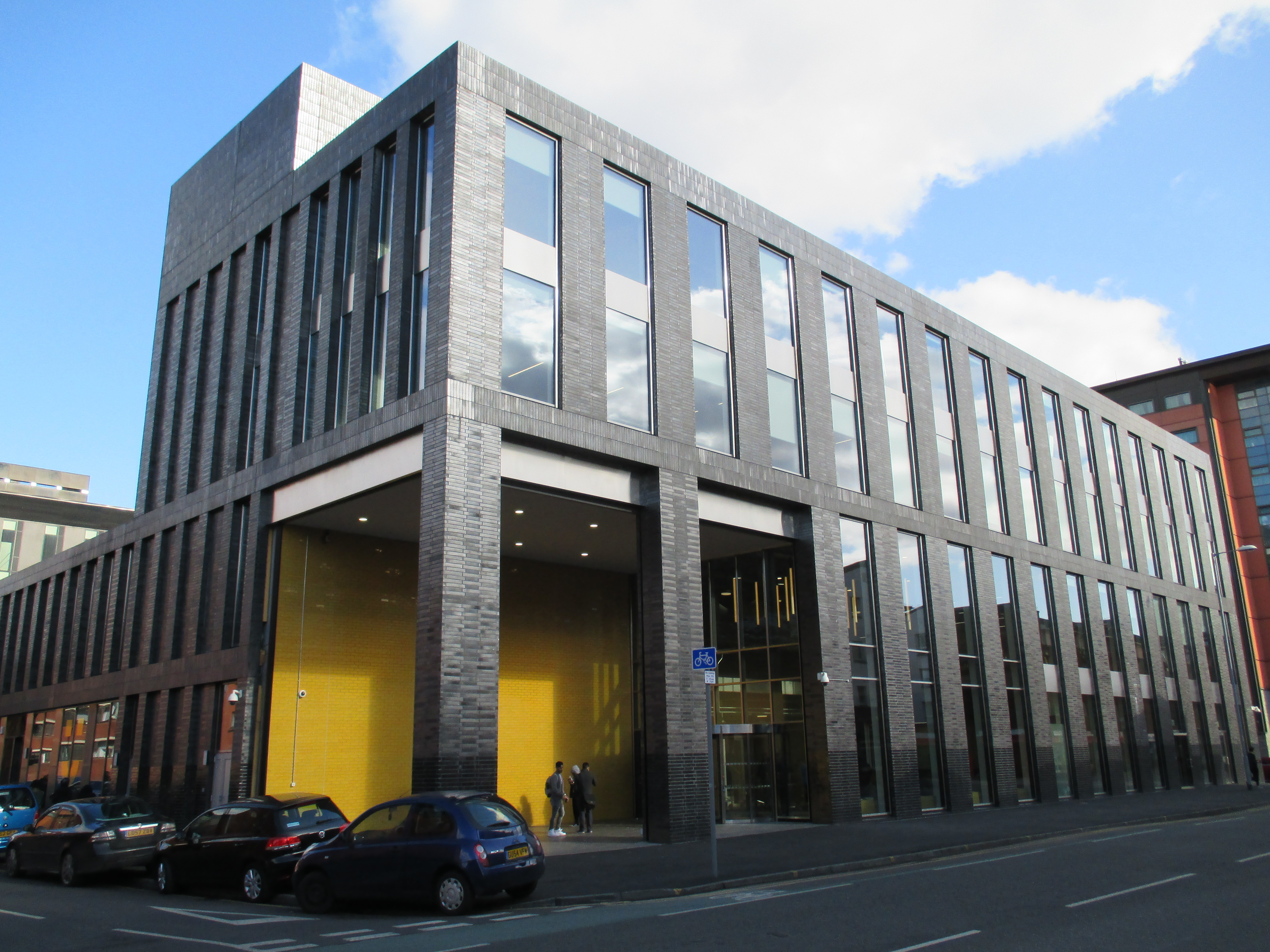
Студенческий союз MMU

Студенческий союз существует, чтобы представлять всех членов Городского университета Манчестера и студентов на аккредитованных внешних курсах. Союз возглавляет группа членов правления профсоюза, состоящая из пяти студентов университета, избираемых студентами для руководства Союзом от их имени. В Студенческом союзе также открыты магазин и кафе для студентов университета. Студенческий союз переехал в январе 2015 года в новое специально построенное здание на Хайер-Кембридж-стрит, рядом с общежитиями Кембриджа и Кавендиша.

## Известные выпускники
Некоторые лица из списка посещали учреждения, которые стали частью современного Городского университета Манчестера.
- Бартош Беда[англ.] — современный художник
- Бетани Блэк[англ.] — комик
- Кейт Брэдли, барон Брэдли[англ.] — пожизненный пэр и бывший Член Парламента Великобритании
- Элеонора Бернхэм[англ.] — уэльский политик и бывший член парламента Уэльса
- Джон Бишоп[англ.] — комик
- Сара Бёртон — модельер, креативный директор Alexander McQueen
- Ян Кларк[англ.] — кинорежиссёр и сценарист
- Брендан Куган[англ.] — ведущий
- Стив Куган — актёр и комик
- Джеймс Корнер[англ.] — ландшафтный архитектор
- Брайан Косгроув[англ.] — аниматор, продюсер, режиссёр
- Тони Каннингем[англ.] — Член Парламента Великобритании
- Дэйли[англ.] — певец, автор песен[39]
- DJ Semtex[англ.] — диджей BBC Radio 1Xtra
- Дженни Эклер[англ.] — комик
- Хью Эдвардс[англ.] — бывший Член Парламента Великобритании
- Мишель Фэрли — актриса
- Грэм Феллоуз — комик
- Питер Фрейзер[англ.] — фотограф
- Джеймс Фрит[англ.] — член парламента
- Дин Фурман (род. 1988) — профессиональный футболист
- Малкольм Гарретт[англ.] — графический дизайнер
- Джой Грегори[англ.] — художник
- Пол Гоггинс[англ.] — член парламента
- Бёрн Горман — британский актёр и музыкант американского происхождения
- Дэнни Грюкок[англ.] — игрок в регби Англии
- Ричард Гриффитс — актёр
- Патрик Харви — лидер Шотландской партии зелёных и член парламента Шотландии[англ.] от Глазго
- Грэм Холи[англ.] — актёр
- Томас Хизервик — дизайнер
- Зои Генри[англ.] — актриса
- Бернард Хилл — актёр
- Джефф Хордли[англ.] — актёр
- Норман Хоррокс[англ.] — бывший почётный профессор, Университет Дэлхаузи
- Мик Хакнелл — музыкант, группа Simply Red
- Фил Инесон[англ.] — академик
- Гетин Джонс[англ.] — валлийский телеведущий
- Вернон Кей[англ.] — радио- (BBC Radio 1) и телеведущий[40]
- Мэтью Келли[англ.] — актёр и ведущий
- Афзал Хан[англ.] — член парламента от Манчестера Гортона
- Ребекка Лонг-Бейли — член палаты общин от парламентского избирательного округа Солфорд и Экклз[англ.]
- Лоуренс Лаури — английский художник[41]
- Рэйчел Мэнн[англ.] — священнослужитель, поэт и телеведущая
- Джон Мейолл — британский музыкант, один из «патриархов» британского блюз-рока
- Джон Макгиох — музыкант, гитарист
- Уил Менмуир[англ.] — писатель[42]
- Джонатан Милденхолл[англ.] — директор по маркетингу в Airbnb
- Сиван Моррис[англ.] — уэльская актриса
- Гарет Оуэн[англ.] — футболист
- Мартин Парр — фотограф
- Дэвид Пис — английский писатель, лауреат премии the Best of Young British Novelists by Granta in their 2003 list
- Хизер Пис — актриса, музыкант
- Лора Пидкок — бывший член парламента от Северо-Западного Дарема
- Натали Пайк[англ.] — британская модель и ведущая
- Дэвид Поттс — директор сети супермаркетов Morrisons[43]
- Питер Первес[англ.] — актёр
- Джейми Рид[англ.] — член парламента
- Гвендолин Райли[англ.] — писатель
- Эрол Сабанджи[англ.] — вице-президент Sabancı Holding
- Питер Сэвилл — британский дизайнер-оформитель
- Янек Шефер[англ.] — британский композитор года в Sonic Art
- Лорд Пол Скривен[англ.] — пожизненный пэр и бывший лидер городского совета Шеффилда[англ.]
- Грант Шэппс — Государственный секретарь по транспорту[англ.] и член парламента
- Сэр Энтони Шер — актёр
- Лора Смит[англ.] — член парламента
- Лиам Спенсер[англ.] — художник
- Дебра Стивенсон — актриса, импрессионистка и певица
- Линдер Стерлинг[англ.] — художница
- Мари Страхан[англ.] — писательница и библиотекарь
- Гизела Стюарт[англ.] — член парламента
- Керри Тейлор[англ.] — актриса
- Марша Томасон — актриса
- Дайан Томпсон[англ.] — предпринимательница
- Джон Томсон[англ.] — актёр, комик
- Даррен Тулетт[англ.] — спортивный ведущий на французском телевидении
- Джули Уолтерс — актриса
- Кэри Янг[англ.] — художница